# David Gould
David L. Gould (Galston, 1873. január 9. – ismeretlen) egykori skót születésű amerikai labdarúgó, edző.